# Raz Hershko
Raz Hershko (en hebreo: רז הרשקו‎; 19 de junio de 1998) es una deportista israelí que compite en judo.
Participó en dos Juegos Olímpicos de Verano, obteniendo dos medallas, bronce en Tokio 2020, en la prueba de equipo mixto, y plata en París 2024, en la categoría de +78 kg.
Ganó una medalla de bronce en el Campeonato Mundial de Judo de 2023 y cuatro medallas en el Campeonato Europeo de Judo entre los años 2022 y 2025.

## Palmarés internacional
| Juegos Olímpicos   | Juegos Olímpicos       | Juegos Olímpicos  | Juegos Olímpicos |
| Año                | Lugar                  | Medalla           | Categoría        |
| ------------------ | ---------------------- | ----------------- | ---------------- |
| 2020               | Tokio (Japón)          | Medalla de bronce | Equipo mixto     |
| 2024               | París (Francia)        | Medalla de plata  | +78 kg           |
| Campeonato Mundial |                        |                   |                  |
| Año                | Lugar                  | Medalla           | Categoría        |
| 2023               | Doha (Catar)           | Medalla de bronce | +78 kg           |
| Campeonato Europeo |                        |                   |                  |
| Año                | Lugar                  | Medalla           | Categoría        |
| 2022               | Sofía (Bulgaria)       | Medalla de plata  | +78 kg           |
| 2023               | Montpellier (Francia)  | Medalla de plata  | +78 kg           |
| 2024               | Zagreb (Croacia)       | Medalla de oro    | +78 kg           |
| 2025               | Podgorica (Montenegro) | Medalla de plata  | +78 kg           |